# Cabniini
De Cabniini zijn een geslachtengroep van vlinders uit de familie snuitmotten (Pyralidae). De wetenschappelijke naam van de tribus is voor het eerst geldig gepubliceerd in 1968 door Ulrich Roesler.

## Geslachten
- Cabnia
- Ernophthora
- Euageta